# Európa díszpolgára
Az Európa díszpolgára cím az Európai Unió Európai Tanácsa által adományozott magas rangú elismerés, mellyel az európai együttműködés érdekében végzett kimagasló teljesítményt elérőket ismerik el. Első alkalommal 1976. április 2-án adományozták és azt követően összesen három személy kapta meg. 

## Díszpolgárok
- Jean Monnet francia üzletember, politikus és közgazdász, akit Európa atyjának neveznek. (1976. április 2. a Tanács luxemburgi ülésén adományozták)[1]
- Helmut Kohl német politikus, a Német Szövetségi Köztársaság kancellárja, akit a német egység atyjának neveznek. (1998. december 11. a Tanács bécsi ülésén adományozták)[2]
- Jacques Delors francia politikus, az Európai Bizottság elnöke, akit az euró atyjának neveznek (2015. június 25. a közös Európa alakításában végzett kiemelkedő teljesítményéért adományozták)[3][4]